# European Institute of Golf Course Architects
Das European Institute of Golf Course Architects (EIGCA) ist ein europäischer Berufsverband für Golfplatzarchitekten. Der Verband vertritt qualifizierte Golfplatzarchitekten in Europa und im Rest der Welt. Die Mitglieder des EIGCA müssen durch ihr Können, ihre Erfahrung und ihre Ausbildung unter Beweis stellen, dass sie in der Lage sind, den Bau von Golfplätzen auf fachlich hohem Niveau zu planen und zu überwachen. Die Mitgliedschaft ist freiwillig. Sitz des EIGCA ist in Bramley (Surrey), einem Ort in Surrey, England; Präsident des EIGCA ist seit Mai 2025 Gary Johnston.

## Gründung
Das European Institute of Golf Course Architects (EIGCA) entstand am 3. Juli 2000 im Crown Plaza Hotel in London aus einer Fusion der drei damals führenden europäischen Golfplatzarchitekten-Organisationen. Unter dem Vorsitz von David Williams, dem ersten Präsidenten des neuen Verbandes, ratifizierten die Präsidenten der drei Organisationen, Peter Harradine für die „European Society of Golf Course Architects“ (ESGA), Alain Prat für die „Association Française des Architectes de Golf“ (AFAG) und Howard Swan für das „British Institute of Golf Course Architects“ (BIGCA), die künftige Zusammenlegung ihrer Verbände zum EIGCA.

## Präsidenten des EIGCA
- 2000–2001: David Williams
- 2001–2002: Simon Gidman
- 2002–2004: Peter Harradine
- 2004–2007: Mark Adam
- 2007–2009: Ken Moodie
- 2009–2011: David Krause
- 2011–2013: Rainer Preißmann
- 2013–2015: Peter Fjallman
- 2015–2017: Tom Mackenzie
- 2017–2019: Ross McMurray
- 2019–2021: Christoph Städler
- 2021–2023: Tim Lobb
- 2023–2025: Caspar Grauballe
- seit 2025: Gary Johnston

(Quelle:)

## Harry Colt Award
Mit dem „Harry Colt Award“ zeichnet die EIGCA herausragende Leistungen von Organisationen oder Personen im Golfsport und der Golfentwicklung aus.
| Jahr | Preisträger                       |
| ---- | --------------------------------- |
| 2010 | The R&A                           |
| 2015 | Golf Environment Organisation     |
| 2016 | Golfing Union of Ireland          |
| 2018 | Bernhard Langer                   |
| 2021 | Annika Sörenstam                  |
| 2023 | Golf Course Architecture magazine |